# 潘家峪惨案日军指挥部旧址
潘家峪惨案日军指挥部旧址，位于中国河北省唐山市潘家峪村，为唐山市丰润区的一个省级文物保护单位，类型为近现代文物，公布时间为2001年2月7日。
潘家峪惨案日军指挥部旧址的历史年代为1941年。